# ランド・アート
ランド・アート (land art)とは、岩、土、木、鉄などの「自然の素材」を用いて砂漠や平原などに作品を構築する美術のジャンル、またはその作品のこと。
規模の大きなものは、アース・アート (earth art)、アースワーク (earthworks)などとも呼ばれるが、その区別は厳密ではない。

## 特徴

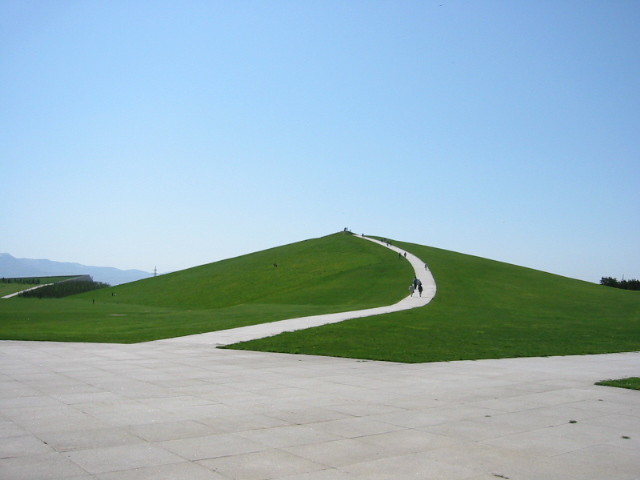
プレイマウンテン（モエレ沼公園）

ナスカの地上絵やピラミッドなどは太古のランド・アートといえるものであるが、現代的な意味におけるランド・アートを構想した最初期の作家としては、通常、イサム・ノグチの名が挙げられる。彼はすでに1933年の段階で、古墳や古代遺跡、日本庭園などから着想を得て、「地球」を彫刻の素材とすることを提案していた。ニューヨークのイサム・ノグチ美術館 (Noguchi Museum) には、「火星から見える彫刻」の模型（1947年）が残されている。その計画は盛り土で巨大な「顔」を描くというもので、これが実現していればノグチは、おそらく最初のランド・アート制作者になっていた。彼が1930年代から提案し続けた子供の遊び場となる人工の山、「プレイ・マウンテン」は彼の死後、札幌市のモエレ沼公園で実現している。
その後、ランド・アートは1960年代後半のアメリカの彫刻家たちによって、一つの美術潮流、美術ジャンルとしてごく短期間のうちに確立される。1968年、ニューヨークのドゥワン・ギャラリー (Dwan Gallery) で開かれたグループ展 "Earthworks"は、その動きを加速させた重要なイベントであった。
1960年代から、アメリカの商業主義的な美術の動向に反発するかたちで、アーティストたちが屋外、特に広大な砂漠地帯をキャンバスに大規模な作品をつくった。大地に人による痕跡を残すことによってできるアートを総称して呼ぶ。ロバート・スミッソンは1970年、アメリカ・ユタ州の湖沼に岩石や土で螺旋（らせん）系の突碇を造った。この時期、マイケル・ハイザーはネヴァダ州の峡谷をはさんで溝を30mの長さに掘り、土を互いに移動させた。また．巨大な円を描いたりもしている。
ランド・アートの本来の意味からすれば作品は大地に直接に構築されるべきものだが、作家によっては規模を縮小した作品を屋内に設置することもある。そうした作品も同じくランド・アートと呼ばれることがあるが、こうなれば通常のインスタレーション作品との違いは、作家がランド・アート作家として認められているかどうかであって、もはや作品そのものによって両者は区別できない。
ランド・アートは、その本質からして設置場所に固有（サイトスペシフィック・アート、Site-specific Art）という特徴をもつ。他方で、この特徴を共有するものとして、環境アートないし環境芸術（エンバイロンメンタル・アート、environmental art）と呼ばれるものもある。これはランド・アートと同義で用いられる場合もあり混乱が見られるが、通常、環境美術と呼ばれるのは、北海道のモエレ沼公園や岐阜県の養老天命反転地のように、都市空間の一角が「美的な」観点から総合的にプロデュースされた「作品」、ないしは、太陽の塔のように、内装や照明はもちろん、五感にかかわるすべて要素が一体として設計・建築された作品である。とはいえ、アンディー・ゴールズワージーやクリストの作品などにはこのいずれとも言えるものもあり、両者の厳密な区別はやはり難しい。クリスト自身は自らの作品をランド・アートとみなしていない。

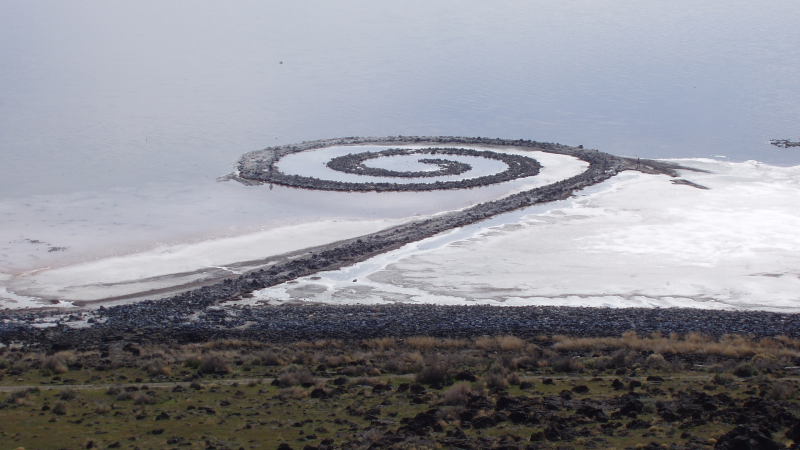
ロバート・スミソン作「スパイラル・ジェティ」

ミネソタ大学出版局が出版した「アースアートの倫理 The Ethics of Earth Art」は、1960年代から制作されたアースワークやランドアートの約60年間の「自然とアート」の歴史をまとめた本であるが、著者のAmanda Boetzkesは、リチャードセラ、ロバート・スミッソン、ジェームス・タレル、そして結論の章として池田一を取り上げている。そこでは「地球に倫理的に向き合うこと」の重要性を唱え「標準的なアートの歴史では、初期のランドアートやアースワークから、大阪出身のアーティスト・池田一らの環境アートへのシフトについて言及するだろう」と評している。

## 主要なランド・アート作品
ドゥワン・ギャラリーの“Earthworks展”をリードしたロバート・スミッソンは、その2年後の1970年に、ランド・アートの記念碑的作品とされる「スパイラル・ジェティ」をグレートソルト湖に完成させる。石と土で作られた、長さ457m（1500フィート）、幅4.57m（15フィート）の渦まき状をした「堤防」である。制作時の水位が記録的に低かったため、数年に一度の頻度でしか湖面に現れない。
同じく“Earthworks展”のメンバーであったマイケル・ハイザーの「ダブル・ネガティブ」（Double Negative、1969年）は、ネバダ州の無人のメサ（頂部が平らで周囲が断崖の岩石丘）の縁に掘られた、長さ457m（1500フィート）、幅39.1m（30フィート)、深さ15.2m（50フィート）の巨大な溝である。この溝は途中、崖をまたぐよう掘られているため、二つに切断されている。この作品は、ドゥワン・ギャラリーのオーナーであるヴァージニア・ドゥワンの所有物であったが、1985年にロサンゼルス現代美術館に寄贈された。
モハーヴェ砂漠に3.6m（12フィート）間隔の二本の平行線を引き続けた「マイル・ロング・ドローイング」（Mile Long Drawing、1968年）は、ランド・アートのもう一人のパイオニアであるウォルター・デ・マリアの作品である。さらに1977年にデ・マリアは、ニューメキシコ州の砂漠の一角の雷の多発エリアに、400本のステンレス製の誘雷ポールを67m（220フィート）間隔で格子状に並べた「ライトニング・フィールド（稲妻の平原）」を完成させる。ポールの高さは、その先端が同一平面上に収まるように調整されるので一定しないが、平均で約6m（約20フィート）である。
そのほか現在、構築中の作品で著名なものとしては、マイケル・ハイザーの「シティ」（City、1972年始動）とジェームズ・タレルの「ローデン・クレーター」（1977年始動）がある。あまりに巨大なプロジェクトであるため2006年時点でも、最終的な完成の時期は両者とも依然として未定である。「ローデン・クレーター」の方は、作家のビジョンはもとより制作の記録も積極的に公開されており、そのプロセス自体を「作品」ともみなせるものであるが、「シティ」の制作場所は、ネバダ州の砂漠地ガーデン・バレー (Garden Valley) である。

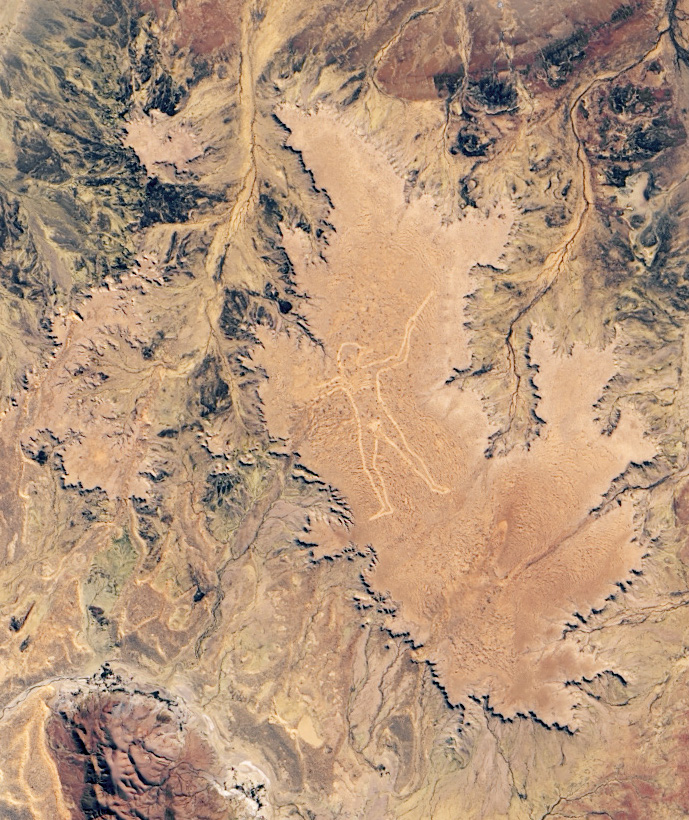
世界最大の人物画「マリーマン」。頭の方向は北北西。

ランド・アートの特異な例として1998年6月26日に発見されたオーストラリアの「マリー・マン」がある。これは大きさが世界最大であり、最大であるにもかかわらず誰にも知られず制作された点、また作者が名乗り出ず、制作者が不明な点でも特異である。南オーストラリア州の中央部の町マリーの西60kmの台地に位置し、身長は2.6kmに達する。侵食から取り残されたため、周囲の地面より30m程度高い標高50mの台地に孤立して描かれている。

## 思想的背景
ランド・アートを同時代の美術思潮に位置づけることは難しくない。第一に、ランド・アートの初期の作家たちはミニマル・アートの洗礼を受けた彫刻家たちであった。ドゥワン・ギャラリーの“Earthworks展”には、モリス、ルウィット、アンドレなども名を連ねていた。スミッソンやデ・マリアの作品の「形」の単純さは、作品の巨大さがそれを強いたものではなく、積極的に追求されたものである。第二に、作品のアイディアが作品の価値を決定するもので、実際の制作プロセスは第三者にも委ねうるという発想は、コンセプチュアル・アートの発想でもある。そして最後に、最小限の加工による「自然の素材」への好みは、アルテ・ポーヴェラに通じる。
こうした個別の美術思潮に加えて、より大きな時代思潮との関係を指摘しておけば、その巨大さへの執着に、ケネディ・ジョンソン政権のもとでのアメリカの拡大主義を読みとれるし、美術館に入れることができず売買も困難な点からは、大資本に支援された美術館やギャラリーといった既成秩序への反抗、大自然への回帰、科学技術への不信など、当時のフラワー・チルドレン（ヒッピー）の志向性と同じものがある。若者たちのベトナム反戦運動のまさに最盛期に、“Earthworks”展は企画されていた。
もっとも、ランド・アートがその原点において反体制主義的、反エリート主義的なものをもっていたとしても、現実問題としてその巨大さを維持するには莫大な資金が必要とされる。皮肉にもそれを提供したのは、既存の体制の側であった。ドゥワンはスミッソンやハイザーたちの重要なパトロンでもあった。「稲妻の平原」はニューヨークのディア財団（Dia Center for the Arts）の委嘱作品であるが、同財団は現在建築中の「シティ」と「ローデン・クレーター」にも資金提供している。
さらに、その多くの作品は直近の町からレンタ・カーを何時間も飛ばさなければ、そもそも到達すらできない。「稲妻の平原」にはディア財団が宿泊施設を併設しているが、「可能なかぎり長い逗留」が推奨されるような作品である。これらは作品鑑賞の面でも、決して万人に開かれたものではない。

## 作品の恒久性
通常の美術作品とはちがって、ランド・アートでは作品の恒久性が必ずしも前提にされない。それは、作品の素材によって、作家の意思によって、場合によっては作家以外の第三者の意思によって、ケース・バイ・ケースで決まる。デ・マリアの「マイル・ロング・ドローイング」はチョークを使ったもので、現在では記録写真でしか見ることができない。しかし同じデ・マリアの「稲妻の平原」は、設計段階から保存が前提とされた作品である。「スパイラル・ジェティ」は、1999年、スミッソンの遺族からディア財団に譲渡されたが、その後も保存方針が不明瞭のまま今日に至っている。

## 主要なランド・アートの作家
- 荒川修作
- アンディー・ゴールズワージー
- 池田一
- イサム・ノグチ
- ウォルター・デ・マリア
- カール・アンドレ
- 柿崎順一
- 平川滋子
- クリストとジャンヌ＝クロード
- ソル・ルウィット
- マドリン・ギンズ（Madeline Gins）
- マイケル・ハイザー（Michael Heizer）
- リチャード・ロング
- ロバート・スミッソン
- ロバート・モリス
- ヴィトアコンチ（英語版）
- ベティ・ボーモント（英語版）
- ミルトン・ベセラ（英語版）
- クリス・ブース（英語版）
- エバーハルト・ボスレット（英語版）
- メルチン（英語版）
- ジャンヌ=クロード
- ヤンディ・ベッツ（英語版）
- ルシアンデン・アレンド（英語版）
- アグネス・ディーンズ（英語版）
- ジム・デネバン（英語版）
- ハーヴェイ・ファイト（英語版）
- ナンシー・ホルト（英語版）
- マヤ・リン
- デイヴィッド・ナッシュ（英語版）
- ジョージア・ペッパージョージ（英語版）
- ビバリー・ペッパー（英語版）
- アンドリュー・ロジャース（英語版）
- チャールズ・ロス（英語版）
- アラン・ソンフィスト（英語版）
- ジェームズ・タレル
- ニルス・ウド（英語版）
- ビル・ヴァザン（英語版）
- セス・ウルスン（英語版）
- ヴィック・ムニーズ（英語版）
- 関根伸夫
- リチャード・シリング（英語版）